# Canton de Lamure-sur-Azergues
Le canton de Lamure-sur-Azergues est une ancienne division administrative française, située dans le département du Rhône en région Rhône-Alpes.

## Communes du canton
- Chambost-Allières
- Chénelette
- Claveisolles
- Grandris
- Lamure-sur-Azergues
- Poule-les-Écharmeaux
- Ranchal
- Saint-Bonnet-le-Troncy
- Saint-Nizier-d'Azergues
- Thel

## Histoire
Créé en 1790, le canton avait pour chef-lieu Saint-Nizier-d'Azergues jusqu'en 1836. Son nom change après l'ordonnance du 5 mai 1836.
Il disparaît à l'issue des élections départementales de mars 2015, qui voient le redécoupage cantonal du département. Il est englobé dans les cantons de Tarare et de Thizy-les-Bourgs.

## Représentation

### Conseillers d'arrondissement de 1833 à 1940
| Période                                  | Période | Identité                        | Étiquette    | Qualité |
| ---------------------------------------- | ------- | ------------------------------- | ------------ | --- |
| 1833                                     | 1836    | Joachim Drivon                  |              | Juge de paix, propriétaire à Saint-Nizier-d'Azergues                                                        |
| 1836                                     | 1839    | Julien Charles Lacroix          |              | Fabricant à Lamure-sur-Azergues                                                                             |
| 1839                                     | 1848    | Simon Goyne (1810-1851)         |              | Propriétaire cultivateur, maire de Saint-Nizier-d'Azergues                                                  |
|                                          |         |                                 |              | |
| 1882                                     | 1892    | M. Sapin                        | Conservateur | Propriétaire à Poule                                                                                        |
| 1892                                     | 1895    | Claude Troncy                   | Républicain  | Maire de Poule                                                                                              |
| 1895                                     | 1913    | Émile Durand                    | Libéral      | |
| 1913                                     | 1925    | Claudius Rotheval               | Libéral      | Maire de Poule                                                                                              |
| 1925                                     | 1940    | Jean-Claude Fournel (1879-1946) | Droite       | notaire, maire de Poule                                                                                     |
| 1940                                     |         |                                 |              | Les conseils d'arrondissement ont été suspendus par la loi du 12 octobre 1940 et n'ont jamais été réactivés |
| Les données manquantes sont à compléter. |         |                                 |              | |

### Conseillers généraux de 1833 à 2015
| Période      | Période      | Identité                                      | Étiquette                | Qualité |
| ------------ | ------------ | --------------------------------------------- | ------------------------ | --- |
| 1833         | 1848         | Jean-Baptiste Corcelette                      |                          | Propriétaire-rentier, ancien juge de paix à Poule |
| 1848         | 1858         | Jacques Marie Magnin                          |                          | Avocat à Villefranche |
| 1858         | 1864         | Vicomte Elysée de Suleau                      | Majorité dynastique      | Préfet, Sénateur (1853-1870) |
| 1864         | 1871         | Jacques Marie Magnin                          |                          | Avocat à Villefranche |
| 1871         | 1876 (décès) | Jacques Bonnevay                              | Républicain              | Avoué |
| 1876         | 1892 (décès) | Marquis Emmanuel Berger du Sablon (1836-1892) | Droite                   | Propriétaire à Claveisolles |
| 1892         | 1904         | François-Marie Carret                         | Républicain libéral      | Juge de paix du canton de Neuville-sur-Saône |
| 1904         | 1940         | Laurent Bonnevay (fils de Jacques Bonnevay)   | FR                       | Avocat à la Cour d'appel de Lyon Député (1902-1924, 1928-1941), ministre (1921-1922), sénateur (1924-1928), président du conseil général (1934-1940) |
|              |              |                                               |                          | |
| 1942         | 1945         | Baron François de L'Escaille (1899-1995)      |                          | Maire de Chénelette Nommé conseiller départemental en 1942                                                                                           |
|              |              |                                               |                          | |
| 1945         | 1957 (décès) | Laurent Bonnevay                              | Droite Républicaine      | Président du conseil général (1951-1957) |
| 30 juin 1957 | 1979         | Jean Salque (1912-1990)                       | MRP puis CD puis UDF-CDS | Maire de Lamure-sur-Azergues (1944-1957) |
| 1979         | 2004         | François Chavant                              | DVD                      | Agriculteur Maire de Chambost-Allières (1965-1995)                                                                                                   |
| 2004         | 2015         | Denis Longin                                  | FED-UDI                  | Cadre Adjoint au maire de Ranchal |

## Évolution démographique
| 1962  | 1968  | 1975  | 1982  | 1990  | 1999  | 2006  | 2011  | 2012  |
| ----- | ----- | ----- | ----- | ----- | ----- | ----- | ----- | ----- |
| 6 638 | 6 160 | 5 547 | 5 441 | 5 474 | 5 698 | 6 444 | 6 697 | 6 698 |